# Nazism i Sverige

Hakkors i svenska flaggans färger och som var flaggan för Svensk socialistisk samling.

Nazismen i Sverige har under hela sin historia alltsedan början på 1920-talet varit mer eller mindre splittrad och oförmögen att bilda en massrörelse. Det har funnits hundratals partier, grupper och föreningar sedan rörelsens grundande fram till idag. Som mest samlade de renodlat nazistiska partierna i Sverige runt 27 000 röster i demokratiska val. Detta var i kommunalvalen 1934 där de nazistiska partierna gjorde sitt bästa val och fick sammanlagt över hundra mandat. Redan den 22 januari 1932 höll de svenska nazisterna sitt första offentliga möte, då ledaren Birger Furugård talade inför 6 000 åhörare på Hötorget i Stockholm.
De svenska nazisterna var i likhet med sina ideologiska bröder i Tyskland starkt antisemitiska och man var även tidigt ute med förintelseförnekelse, redan i maj 1945 påbörjades denna verksamhet av Svensk socialistisk samling. Svensk socialistisk samling fanns kvar efter kriget fram till 1950 då partiet upplöstes. Under denna efterkrigstid var partiet dock mer eller mindre helt inaktivt politiskt. 1956 bildades ett nytt svenskt nazistiskt parti, Nordiska rikspartiet, lett av Göran Assar Oredsson och Vera Oredsson (tidigare gift med Sven-Olov Lindholm). Detta parti kom att föra fram arvet från äldre generationer under 1980-talet då den svenska nynazismen växte sig starkare. En svensk vit makt-rörelse uppstod under denna tid med förgreningar i kriminella motorcykelklubbar och skinnskallekulturen. 
Under framför allt 1990-talet kom det att finnas en vildvuxen flora av nynazistiska organisationer som exempelvis Riksfronten/Folksocialistisk Samling och Nationalsocialistisk Front. Precis som under krigsåren så fanns det en tendens till splittring inom rörelsen som stärktes efter Malexandermorden. Det växte också fram en mängd uttalat rasistiska organisationer som hämtade sin inspiration från annat håll än nazismen, bland annat Svenska motståndsrörelsen. Kortvariga försök att skapa en gemensam organisation gjordes exempelvis genom paraplyorganisationen Nationella alliansen vilken lades ner efter ett år. Nationalsocialistisk Front har under 00-talet varit den avgjort största organisationen för nynazister i rösttal räknat. De fick ungefär 1400 röster i riksdagsvalet 2006. Nationalsocialistisk front lades ned i november 2008, och ledningen bildade i dess ställe Folkfronten. De tvingades dock senare byta namn till Svenskarnas parti. I samband med att Nationalsocialistisk front lades ned och Folkfronten bildades startade en grupp partimedlemmar som var missnöjda med ombildningen en ny konkurrerande grupp, Nordiska nationalsocialister. Det största svenska evenemanget dominerat av nynazister på senare tid var Salemmarschen som hölls årligen 2001 till 2010. De första åren samlade den runt 2000 deltagare, men antalet minskade under senare år och 2010 deltog endast 700 demonstranter. Stiftelsen Expo är främst inriktad på samtida svensk nazism och högerextremism.

## Historia

### Föregångare
Den tidiga nazistiska rörelsen i Sverige hade sina rötter i diverse antisemitiska organisationer som bildades i slutet av 1800-talet. Mellan 1919 och 1931 gav Barthold Lundén ut den antisemitiska boulevardtidningen Vidi, inspirerat av Mauritz Rydgrens försök att etablera en antisemitisk dagstidning i början av 1900-talet. Vidi drev flera kampanjer riktade mot judar och homosexuella och 1923 bildade Lundén även Svenska Antisemitiska Föreningen som var aktiv fram till 1931. Det var inom denna miljö som ett flertal av de personer som skulle vara drivande inom de svenska nazistiska partierna kom från.

### De första partibildningarna
Bland de tidigaste nazistiska partibildningarna i Sverige märks Svenska Nationalsocialistiska Frihetsförbundet (SNFf) från 1924 som 1926 ombildades till Svenska Nationalsocialistiska Bonde- och Arbetarpartiet (SNBA). Initiativtagare till SNFf och senare SNBA var bröderna Sigurd, Gunnar, och Birger Furugård. År 1926 bildades även Sveriges Fascistiska Folkparti (SFFP), med det tillhörande kampförbundet Sveriges Fascistiska Kamporganisation (SKFO), av Konrad Hallgren. SFFP bytte 1929 namn till Sveriges Nationalsocialistiska Folkparti (SNFP). Redan 1930 splittrades SNFP då en utbrytargrupp under Stig Bille bildade Nysvenska Folkförbundet (NSFF). I april 1930 gick dock SNBA och SNFP samman och bildade Nysvenska Nationalsocialistiska Förbundet (NNF) dit även NSFF sökte sig strax därefter. NNF bytte efter ett år namn till Svenska Nationalsocialistiska Partiet (SNSP) och leddes av Sigurd Furugård. Man deltog för första gången i ett allmänt val 1931 i stadsfullmäktigevalet i Stockholm, där man fick 279 röster.
Med tiden utvecklade Furugård och partiets sammanhållande funktionär och tidningsredaktör Sven Olov Lindholm motsättningar vilket den 13 januari 1933 ledde till att Lindholm och hans anhängare uteslöts från partiet. Dessa bildade då Nationalsocialistiska Arbetarepartiet (eller Sveriges Nationalsocialistiska Arbetarparti, förkortat SNAP och senare NSAP). Dessa två partier kallades i vardagstal därefter för Furugårdare respektive Lindholmare. En pinsam händelse för Furugård inträffade den 5 oktober 1933 då drygt tio personer under ledning av Birger Furugård stormade Lindholms partilokal och stal partiets kassa och medlemslistor. Projektet fick sitt avslut med att polisen ingrep. Kampen mellan de två partierna fortsatte med våldsamma inslag fram till riksdagsvalet 1936 som blev ett stort misslyckande för bägge parter. SNSP fick så dåliga resultat att Furugård beslöt sig för att lägga ner rörelsen. Inom NSAP orsakade valet ytterligare splittringar och vänsterfalangen lämnade partiet.
En framträdande gestalt inom den svenska nazistiska rörelsen var Per Engdahl (1909–1994). Efter studier vid Uppsala universitet gick han 1928 med i SKFO, men lämnade ganska snart organisationen för Stig Billes rörelse NSFF. År 1931 bildade han Föreningen Det Nya Sverige (FDNS). FDNS gick 1937 samman med Elmo Lindholms Sveriges Nationella Förbund (SNF) och hann innan dess byta namn till Riksförbundet Det nya Sverige (RFDNS).
De många splittringarna inom den nazistiska rörelsen väckte röster för att försöka ena den i en organisation. Ett försök att göra detta var Nationalsocialistiska Blocket (NSB) som bildades 1933 under ledning av översten Martin Ekström, men det blev ett kortvarigt och föga framgångsrikt projekt. NSB lyckades samla ett antal mindre sektliknande grupperingar som Svenska Nationalsocialistiska Samlingspartiet och Nationalsocialistiska Förbundet men varken SNSP eller NSAP anslöt sig. Medlemmarna kom mestadels från överklassen och många var officerare. Två av initiativtagarna var översten Archibald Douglas och generalmajor Rickman von der Lancken.
Allmänna valmansförbundets (idag Moderaterna) ungdomsförbund imponerades av Hitlers framgångar i Tyskland och man beslöt sig för att bilda stormavdelningar efter det tyska partiets efterbild. Moderpartiet bröt med ungdomsförbundet och SNU (Sveriges Nationella Ungdomsförbund) bytte namn till SNF (Sveriges Nationella Förbund). Genom att några högerpolitiker övergick till SNF fick man in tre personer i riksdagen 1932. En av dessa var major Alf Meyerhöffer. Alla platser gick förlorade i 1936 års val.
År 1938 bröt delar av den svenska nazistiska rörelsen med Hitler. Lindholms parti NSAP bytte namn till Svensksocialistisk Samling (SSS) och bytte ut hakkorset mot Vasakärven. Detta skedde strax före Kristallnatten som kastade ytterligare skuggor över nazismen. Vissa svenska nazister bibehöll dock sin lojalitet mot Hitler och det tyska nationalsocialistiska partiet och betraktade Lindholm som förrädare.

### Andra världskriget

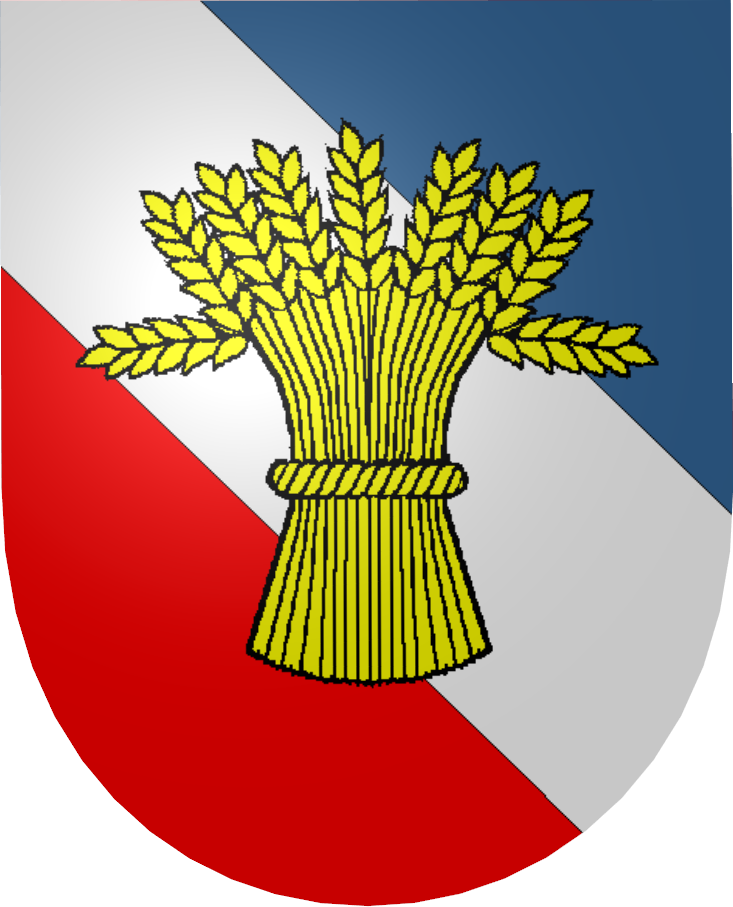
Vasakärven var en vanligt förekommande symbol hos svenska nazister.

År 1941 lämnade Engdahl återigen organisationen han tillhörde och bildade Svensk Opposition (SO). SO:s huvudfråga var bekämpandet av kommunismen. Partiprogrammet byggde exempelvis på Engdahls skrift Kommunismen skall krossas genom positiv handling i ett nysvenskt samhällsbygge. Man lät också trycka upp 60 000 exemplar av en antikommunistisk upplysningsbroschyr. SO uttryckte ett flertal gånger sin beundran för Hitler och Nazityskland, men var i ordets klassiska mening inte nationalsocialister. Engdahl betonade själv flera skillnader som han ansåg finnas mellan den tyska nationalsocialismen och den svenska "nysvenskheten", till exempel en mindre tonvikt på blodsgemenskap och att man inte var diktaturanhängare. Sympatierna för Hitler fortsatte dock kriget ut. Den 20 april 1944, på Hitlers 55-årsdag, skrev Engdahl i sin tidning Vägen Framåt: "Vad vi äro skyldiga denna man, som för oss står som symbolen av det bästa vår värld frambragt, kunna vi ej uttrycka med några fattiga ord. Vi kunna i dag endast hylla Adolf Hitler som den av Gud sände till Europas räddning".
Allmänna valmansförbundets tidigare ungdomsförbund, numera omorganiserade till Sveriges Nationella Förbund, fick ett uppsving vid krigsutbrottet 1939. Antalet aktiviteter ökade och medlemskapet steg i höjden. Framgångarna kom dock att bli kortvariga och motståndet ökade. Vid deras möten dök allt oftare demonstranter upp och bråk var vanligt. Efter ett möte i Uppsala den 4 maj 1945 försökte polisen hålla de båda sidorna isär, men mötesdeltagarna jagades runt i staden och in på konditorier och hus där de fick tillkalla hjälp från polisen för att ta sig ut.
Lindholmarna (SSS) hade redan tagit avstånd från Nazityskland då kriget utbröt. Lindholm själv besökte dock Tyskland under sin bröllopsresa i juli-augusti 1939 då han bland annat träffade Heinrich Himmler. Lindholm höll viss kontakt med Himmler under kriget. Från tysk sida betraktade man SSS som det bäst organiserade nationalsocialistiska partiet i Sverige, och det fanns delar av partiet som motsatte sig Lindholms avståndstagande inställning till Tyskland. Vid den tyska ockupationen av Norge och Danmark tog partiet avstånd från Tysklands agerande samtidigt som man hävdade att de framtvingats av de "judeberoende västmakterna".

### Efterkrigstiden
Efter krigsslutet bytte Svensk Opposition namn till Nysvenska Rörelsen och försökte distansera sig från Nazityskland och sin egen historia. I skarp kontrast till detta stod deras hjälp att smuggla ut nazistiska kollaboratörer, soldater och Waffen-SS-frivilliga från flyktingläger och befriande länder. Den reguljära partiverksamheten fortsatte efter kriget i oförminskad skala, även om förutsättningarna hade försämrats. NSR förvägrades ett flertal gånger att hyra lokaler i Göteborg, bland annat Hvitfeldtska skolan och Folkets Hus. Per Engdahl förblev en central figur inom europeiska nationalsocialistiska och fascistiska kretsar. NSR odlade nära band till meningsfränder i främst Danmark och Norge och upprättade en arbetsförmedling i Malmö för danskar och norrmän som flytt till Sverige.
Under 1950-talet upplevde NSR starka medvindar. Engdahl föreläste runtom i Europa och knöt band till meningsfränder i andra länder. Medlemsantalet steg och år 1950 deltog en riksdagsledamot från Högerpartiet (idag Moderaterna), James Dickson, i ett möte tillsammans med Engdahl. Framgångarna avstannade dock 1960 med den så kallade hakkorsepidemin då målandet av hakkors spred sig som en löpeld i ett flertal länder. Rabbi Nussbaum i New York hävdade att målandet av hakkorsen leddes från Malmö av Per Engdahl. Engdahl själv förnekade detta och påstod att NSR utsatts för en komplott av World Jewish Congress och att det var judar som stod bakom målandet. Från mitten av 1960-talet tappade NSR medlemmar och pengar och aktiviteterna sjönk i antal. Man förde, med undantag från en handfull uppmärksammade händelser, en något tynande tillvaro fram till slutet av 1980-talet då man lyckades rekrytera nya medlemmar. Men redan 1991-92 avstannade rörelsens verksamhet igen och 1992 publicerades det sista numret av dess tidningen Vägen Framåt. Organisationen finns fortfarande kvar men med okänd verksamhetsgrad.
Utöver SNR var även Nordiska Rikspartiet (NRP), bildat 1956, särskilt aktivt under efterkrigstiden. NRP hade en kampgrupp vid namn Riksaktionsgruppen (RAG) där flera av medlemmarna dömdes för misshandel och hot. En av aktivisterna inom RAG valdes i slutet av 1980-talet till ordförande för Sverigedemokraterna.

### Nynazismens framväxt

#### 1980- och 1990-talet
I slutet av 1980-talet växte en ny sorts nationalsocialistisk rörelse fram i Sverige. Denna militanta rasideologiska rörelse har ibland tagit sig klassiska nationalsocialistiska drag men alla dess företrädare kan inte utan vidare kategoriseras som klassiskt nazistiska (se avsnitt om ideologi). Den har dock sina rötter i mellankrigstidens nationalsocialistiska partier. Länken mellan dessa partier och den nya nazismen i Sverige förmedlades i mångt och mycket av Nordiska Rikspartiet (NRP).

År 1990 började tidningen Storm ges ut och i redaktionen fanns bland andra Peter Rindell, Göran Gustavsson, David Twaland, Tommy Rydén och Håkan Håkansson. Tanken med Storm var att samla alla "rasmedvetna vita" i Sverige och samla den splittrade rörelsen. I det första numret skriver man i sin programförklaring:
| ”                       | Vi är det nätverk som vår frihetskamp behöver för att segra. Vi bryr oss inte ett dugg om, om du vill beteckna dig som patriot, revisionist, nationalist, fascist, korporativist, kreativist eller naturligtvis nationalsocialist... så länge du är rasmedveten. Vi inlåter oss inte i inbördes bråk med broderorganisationer. | „ |
| – Storm, nummer 1, 1990 | |   |

I enlighet med sitt försök att ena rörelsen inledde Storm samarbeten med Sveriges Nationella Förbund, Kreativistens Kyrka, Nordiska Rikspartiet och den norska gruppen Zorn 88. Under samma tid, med början i ett möte i Stockholm den 20 april 1991, började ett nytt nätverk bildas som med tiden döps till VAM, Vitt Ariskt Motstånd. Nätverket gjorde sig ganska snart kända bland allmänheten för en rad spektakulära inbrott och rån, bland annat när man bröt sig in på polisstationen i Lidingö och stal 36 pistoler. I samma veva dök den så kallade Lasermannen upp som gör sig känd för sina ihjälskjutningar av invandrare. Lasermannen, eller John Ausonius, var dock inte organiserad inom den nazistiska rörelsen.
I slutet av 1992 hade den nya rörelsen expanderat kraftigt och förfogade nu över tidningen Storm, officiella kontaktadresser, en postorderverksamhet som bedrevs via Storm, VAM:s telefonlinje, programskriften Rädda den vita rasen och en rad Vit makt-rockband. I slutet av 1993 gick VAM under jorden och i det näst sista numret av Storm deklareras att den "svenska motståndsrörelsen idag är indelad i två 'huvudläger', nämligen det parlamentariska samt det revolutionära". Den parlamentariska verksamheten representeras enligt tidningen främst av Sverigedemokraterna (SD) medan den revolutionära består av Riksfronten (RF), Ben Klassen Akademin (BKA) och Vitt Ariskt Motstånd (VAM). Det är viktigt att observera VAM:s organisationsstruktur; man hade inga egentliga möjligheter att kontrollera alla de smågrupper som utförde aktioner i VAM:s namn varför VAM i efterhand har beskrivits som en sorts franchiseverksamhet. VAM har upphört som organisation, men flera organisationer är sprungna från den. Bland dessa märks främst Svenska motståndsrörelsen (SMR) vars ledare Klas Lund grundade VAM, och Svenskarnas parti (SVP).

#### 2000-talet

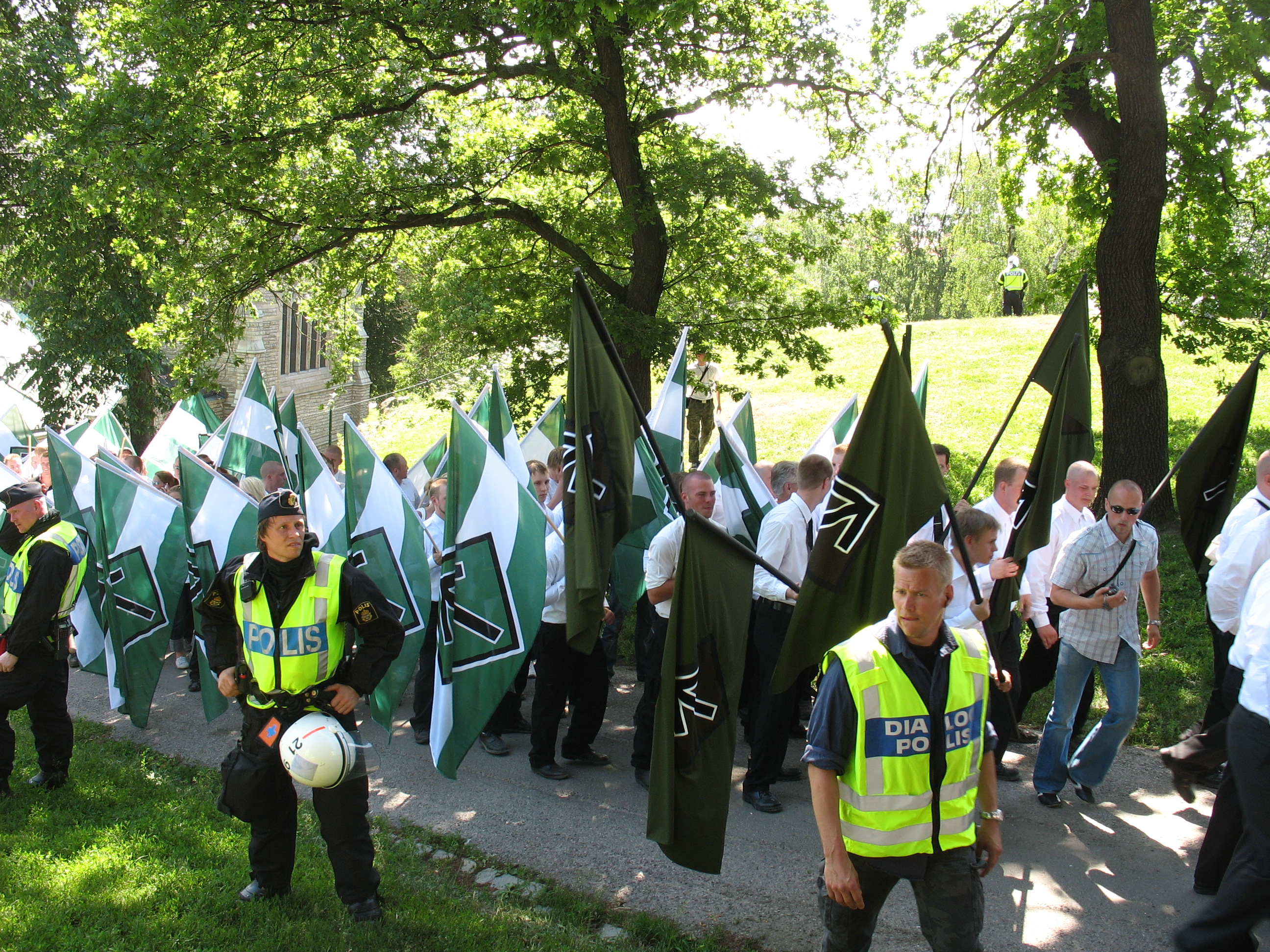
Svenska motståndsrörelsen under Folkets marsch 2007.

En central punkt för 2000-talets svenska nazism är webbplatsen Info-14/Salemfonden. Info-14 grundades ursprungligen som papperstidning för Stockholms Unga Nationalsocialister (SUNS) år 1995. Dess kopplingar till Vit makt-rörelsen framgår av namnet som anspelar på David Lanes så kallade fjorton ord: "Vi måste säkra existensen för vårt folk och en framtid för våra vita barn". Efter att först ha fungerat som SUNS organ utåt, och därefter som Nationella Alliansens tidning, etablerade sig tidningen som oberoende nationalsocialistisk under ledning av Robert Vesterlund. I en bilaga till tidningen hyllade man polismorden i Malexander och bilbomben i Nacka 1999, vilket ledde till att Vesterlund dömdes till arton månaders fängelse för hets mot folkgrupp, hot mot tjänsteman och grov uppvigling. Tidningen gick över till att uteslutande publiceras på webben och drivs idag[när?] från Stockholm under Vesterlunds ledning. Info-14 är synonymt med Salemfonden som organiserar Salemmarschen och Folkets marsch. Ett antal grupper av "oberoende nationalister" finns samlade kring Info-14, däribland Göteborgs fria nationalister.
Nynazistiska organisationer och sympatisörer har under de senaste decennierna gjort sig skyldiga till en rad mord och andra våldsbrott. År 1999 mördade nazisten Hampus Hellekant syndikalisten Björn Söderberg i dennes hem i Sätra. Detta efter att Söderberg avslöjat Hellekants nazism på arbetsplatsen. Hellekant dömdes till elva års fängelse och är nu frisläppt. I februari 2010 avslöjade dock Expo nytagna bilder på Hellekant där han poserar med en pistol och att han tagit kontakt med en välkänd nazist för att diskutera vapenlicens. Hampus Hellekant är bara en av många nynazister som gjort sig skyldiga till mord. Mellan mitten av 1980-talet och 2011 begick organiserade personer inom Vit makt-rörelsen i Sverige 23 mord.
Utöver Info-14 är de största aktiva nynazistiska organisationerna Svenska motståndsrörelsen och Svenskarnas parti. År 2010 fanns det 29 aktiva vit-maktgrupper i Sverige.

## Ideologi och människosyn
Mellan de hundratals nazistiska organisationer som funnits i Sverige har det också funnits ideologiska motsättningar. Detta har föranlett ett behov av att kategorisera dessa närmare och mer detaljerat försöka beskriva deras värderingar, människosyn, metoder och mål. Militärhistorikern och sverigedemokratiska politikern Stellan Bojerud föreslår i Nazismen i Sverige 1924-1945 att man ska skilja mellan nationalsocialism, nazism och högerextremism. Han menar att nationalsocialismen inom det tyska nationalsocialistiska partiet med tiden utvecklades till nazism. Nazismen skiljer sig från nationalsocialismen med sin ledarkult, sin frånvaro av antikapitalism och antiklerikalism samt genom att nationalsocialismen är mer vänsterpräglad. Högerextremism ser Bojerud som nationalsocialismens egentliga huvudfiende då den varken är antikapitalistisk, antiklerikal, vänsterorienterad, saknar en stark ledarkult och en lika starkt uttalad rasism. Bojeruds terminologi är emellertid inte etablerad inom akademisk forskning.
Karl Alvar Nilsson drar ingen skiljelinje mellan nationalsocialism och nazism, men ser en utveckling inom den tyska nazismen från ett antikapitalistiskt fokus till försök att blidka de stora industriidkarna, vilket känns igen från Bojeruds analys. Nilsson betonar att nazismen inte låter sig definieras på samma sätt som exempelvis liberalismen eller socialismen, men betonar några karaktäristiska egenskaper för den tidiga nazismen: 1) rasism anknuten till socialdarwinism, 2) en organisk syn på nationen, 3) motståndet mot "marxismen" och till en början även storkapitalet som båda betraktades som judarnas vapen mot den ariska rasen, 4) en vilja att omvandla klassamhället till ett "ståndssamhälle" och 5) ett avståndstagande mot parlamentarismen. Nilsson menar dock att dessa kriterier är mindre användbara när det kommer till efterkrigstidens nazism. Vissa nazistiska partier och organisationer liknar i hög grad den klassiska nazismen, medan andra har tonat ned antisemitismen för att istället rikta in sig på andra etniska grupper, utvecklats åt nyliberalt håll, hämtat näring från sociobiologin, börjat använda en demokrativänlig retorik och vänt sig mot Nazityskland. Bestående drag är dock rasismen, elitismen och ett förakt för de svaga. Högerextremism betraktar Nilsson som en bredare term som innefattar odemokratiska idéer från höger, och därmed innefattar nazismen.
Bland moderna svenska nazistiska organisationer ligger Svenska motståndsrörelsen (SMR) nära den klassiska nazismen. SMR bekänner sig öppet till nationalsocialismen och anser att människor kan indelas i raser med säregna egenskaper. Man eftersträvar ett styrelseskick med en stark ledare men menar att man varken vill ha diktatur eller liberal demokrati. Vidare vänder man sig mot materialismen som man anser vara förhärskande i dagens samhälle, lyxkonsumtion och miljöförstöring. Även Svenskarnas parti (tidigare Nationalsocialistisk front) bekänner sig till rasläran och kräver att endast människor med "det västerländska genetiska materialet" ska få vara svenska medborgare. Man är emot överstatliga institutioner och betonar att Sverige ska vara ett självständigt land. Man anser att betydande naturresurser och allmännyttig verksamhet ska vara offentligt ägd samt att "klassplittring" ska ersättas med "klassgemenskap", det vill säga att klasserna ska kvarstå men i harmonisk samexistens.
En ny typ av organisationer dök upp på den svenska nazistiska arenan när grupper av "oberoende nationalister" bildades i en rad svenska städer under 2000-talet. Dessa ingår i ett nätverk centrerat kring Info-14 och bildade år 2008 Fria nationalister (se exempelvis Göteborgs fria nationalister). Vissa av dessa lösligt sammansatta grupper utan tydligt ledarskap föredrar att kalla sig "autonoma nationalister". Gemensamt för de oberoende nationalisterna är att de anammat idéer och drag från den autonoma vänstern. Bland annat vänder man sig i retoriken mot rasism, dock rasism riktad mot svenskar, och klär sig i palestinasjalar.

## Kartläggning av motståndare
Att kartlägga och uppföra register över sina motståndare har alltid varit en central verksamhet för svenska nazister. Under tiden före och under andra världskriget förde flera nazistpartier register över judar i Sverige och under efterkrigstiden förde framför allt Nordiska Rikspartiets "säkerhetstjänst" UTJ-STJ register över personer som man betraktade som fiender. Listorna innefattade bland annat journalister och offentliga personer. Partiets kartläggningsverksamhet ägde rum främst under 1970-talet. I början av 1990-talet återupptogs verksamheten av grupper inspirerade av norrmannen Arne Myrdal, mannen bakom Folkebevegelsen mot Invandring (FMI). FMI bedrev en omfattande kartläggning av verkliga och inbillade fiender, och formuläret de använde spreds även till Sverige. Där publicerade tidskriften Werwolf 1995 en "dödslista" med namn på över 300 personer tillsammans med uppmaningar om att avrätta rörelsens fiender. Werwolf drevs Nationalsocialisterna i Göteborg (NS-Göteborg) och den engelska organisationen Combat 18.
År 1991/92 bildades Anti-AFA. Anti-AFA är en internationell företeelse som uppkom som reaktion mot organiserade antifascister (Antifa eller AFA). Verksamheten finns bland annat i England, Tyskland, Danmark och Norge. I Sverige drevs Anti-AFA till en början av kretsen kring tidningen Storm. Tidningen publicerade 1993 en lista på journalister, poliser och antirasister vilket redaktören så småningom dömdes för. År 1996 var det främst personer inom Nationella Alliansen (NA) som drev Anti-AFA och runt 1999 var det personer med nära kopplingar till Info-14. Anti-AFA är en hemlighetsfull verksamhet och är sannolikt inte en organisation utan ett nätverk av personer som utbyter information och publicerar sig anonymt under namnet. Anti-AFA hade kartlagt både Nackajournalisterna Peter Karlsson och Katarina Larsson som skrivit om nazismen under en längre tid, och syndikalisten Björn Söderberg som mördades 1999.

## Nazism i det etablerade Sverige
I efterhand har samhället börjat uppmärksamma personer inom det etablerade svenska samhället som varit aktiva inom eller haft kopplingar till den nazistiska rörelsen. Det rör sig dels om enskilda framstående personer, dels om rasism inom olika yrkeskårer. En av de mest välkända svenskarna som visat sig haft kopplingar till nazismen är Ikeas grundare Ingvar Kamprad. Kamprad blev medlem i Nysvenska Rörelsen 1942 när han var 16 år gammal och deltog aktivt med medlemsrekrytering och försäljning av rörelsens material. Han bistod även organisationen med pengar. I Nysvenska Rörelsens tidning Vägen Framåt skrev man så sent som 1991 en artikel där man hyllade Kamprads lojalitet med sin ungdoms ideal; Ikea betraktades som ett korporativt projekt helt i linje med rörelsens ideologi. Men trots familjen Kamprads hitlersympatier tog de vårvintern 1939 emot den judiske flyktingpojken Otto Ullmann som fick arbete som dräng på familjens gods. Ullmann och Ingvar Kamprad blev vänner och Ullmann var även en av de första som anställdes på IKEA.
Genom åren har det ofta diskuterats hur delaktig Zarah Leander var i den tyska propagandaapparaten, hur mycket hon visste om nazisternas brott och var hennes egna åsikter låg. Själv har hon hela tiden hävdat att hon då var opolitisk och inte kände till Tredje rikets illdåd förrän efter kriget. Mycket tyder faktiskt på detta, till exempel vägrade hon att bli tysk medborgare och begärde att halva hennes lön (53 procent) skulle betalas i svensk valuta till en bank i Stockholm. I sina memoarer är hon inte nådig mot Goebbels och om Hitler berättar hon lite förlöjligande att han aldrig kunde få ordning på sin lugg, trots att han provat vattenkamning och allt möjligt. Ännu obekräftade uppgifter gör också gällande att hon faktiskt skulle ha bistått Sovjets spionage i Tyskland under kodnamnet Rose Marie.  
Historikern Alf Åberg var en djupt involverad nazist, bl.a. som ledare för Lunds Nationalsocialistiska Studentförening och Nordisk Ungdom i Helsingborg.   
Ytterligare en välkänd svensk som sympatiserade med Hitler var författaren och upptäcktsresanden Sven Hedin. Hedin var bland annat medlem i Riksföreningen Sverige–Tyskland. År 1937 skrev han en bok där han bland annat hyllade det nya Tysklands framåtanda. Boken publicerades dock aldrig i Tyskland eftersom Hedin, som själv hade judiskt påbrå, bland annat kritiserade nazisternas hets mot judar. Hans åsikter möttes av hård kritik i Sverige och han miste en del av sin popularitet, vilket han tog hårt, även om han aldrig ändrade sina uppfattningar.
Inom militären fanns ett antal aktiva nazister och Tysklandssympatisörer. En av de tre riksdagsledamöter som lämnade Högerpartiet för Sveriges Nationella Förbund (SNF) var den blivande översten Alf Meyerhöffer. Efter kriget avslöjades det att ett antal högt uppsatta personer bidragit ekonomiskt till SNF:s tidning Dagsposten. Bland dessa återfanns militärbefälhavaren i Övre Norrlands militärområde generalmajor Nils Rosenblad. Under kriget arbetade Säpo med att kartlägga nazister i Sverige med särskilt fokus på poliskåren och försvaret. I augusti 1942 fann man att 101 polismän på något sätt hade samröre med den nazistiska rörelsen. Bland dessa var sex personer medlemmar i Svensk Socialistisk Samling, 21 personer medlemmar i Svensk Opposition och ytterligare ett antal sympatiserande tidigare medlemmar.

## Översikt organisationer
| Namn                                                              | Bildande  | Upplösande/Namnbyte | Kommentar                                                                   |
| ----------------------------------------------------------------- | --------- | ------------------- | --------------------------------------------------------------------------- |
| Ariska brödraskapet                                               | 1996      | Existerar           | Fängelseorganisation                                                        |
| Det Fria Sverige (DFS)                                            | 2017      | Existerar           | Ägare till mediakanalen Svegot                                              |
| Folkfronten                                                       | 2008      | 2009                | Namnbyte till Svenskarnas parti                                             |
| Fria nationalister                                                | 2005      | 2009                | Nätverk av lokalorganisationer                                              |
| Föreningen Det Nya Sverige (FDNS)                                 | 1931      | 1932                | Namnbyte till Riksförbundet Det nya Sverige                                 |
| Nationalsocialistiska Blocket (NSB)                               | 1933      | 1938                | Paraplyorganisation                                                         |
| Nationalsocialistisk front (NSF)                                  | 1994      | 2008                | Efterträddes av Svenskarnas parti                                           |
| Nationella Alliansen (na)                                         | 1995      | 1997                | Paraplyorganisation                                                         |
| Nordisk Ungdom                                                    | 2010      | 2019                | Ungdomsorganisation inom vit makt-rörelsen                                  |
| Nordiska motståndsrörelsen (NMR)                                  | 1997      | Existerar           | Enligt Säpo största nazistiska hotet                                        |
| Nordiska nationalsocialister (NNS)                                | 2009      | 2013                | För Nordiska Rikspartiets program vidare                                    |
| Nordiska rikspartiet (NRP)                                        | 1956      | 2009                | Efterträddes av Nordiska Rikspartiet Traditionsförening                     |
| Nysvenska Folkförbundet (NSFF)                                    | 1930      | 1930                | Utbrytargrupp från SNFP, ingick sen i NNF                                   |
| Nysvenska Nationalsocialistiska Förbundet (NNF)                   | 1930      | 1931                | Namnbyte till Svenska Nationalsocialistiska Partiet                         |
| Nysvenska Rörelsen (NSR)                                          | 1945      | Existerar           | Grundat av Per Engdahl                                                      |
| Riksförbundet Det nya Sverige (FDNS)                              | 1932      | 1937                | Gick ihop med SNF                                                           |
| Svenska Nationalsocialistiska Bonde- och Arbetarföreningen (SNBA) | 1929      | 1930                | Ingick i Nysvenska Nationalsocialistiska Förbundet                          |
| Svenska Nationalsocialistiska Frihetsförbundet (SNF)              | 1924      | 1929                | Namnbyte till Svenska Nationalsocialistiska Bonde- och Arbetarföreningen    |
| Svenska Nationalsocialistiska Partiet (SNSP)                      | 1931      | 1936                | Nedlagt efter riksdagsvalet 1936                                            |
| Svenskarnas parti (SVP)                                           | 2008      | 2015                | Efterträdare till Nationalsocialistisk front, hette tillfälligt Folkfronten |
| Svensk Opposition (SO)                                            | 1941      | 1945                | Bytte namn till Nysvenska Rörelsen                                          |
| Svensk socialistisk samling (SSS)                                 | 1938      | 1950                | Lindholmarna                                                                |
| Svenska socialistiska partiet (SSP)                               | 1943      | 1948                | Skapat ur Socialistiska partiet                                             |
| Sveriges Fascistiska Folkparti (SFFP)                             | 1926      | 1929                | Namnbyte till Sveriges Nationalsocialistiska Folkparti                      |
| Sveriges Fascistiska Kamporganisation (SFKO)                      | 1926      | 1929                | Sidoorganisation till SFFP                                                  |
| Sveriges Nationalsocialistiska Arbetarparti (SNAP eller NSAP)     | 1933      | 1938                | Lindholmarna; namnbyte till Svensk socialistisk samling                     |
| Sveriges Nationalsocialistiska Folkparti (SNFP)                   | 1929      | 1930                | Gick ihop med Nysvenska Nationalsocialistiska Förbundet                     |
| Sveriges Nationella Förbund (SNF)                                 | 1915/1934 | Existerar           | Bildades som Sveriges Nationella Ungdomsförbund; namnbyte 1934              |
| Vitt Ariskt Motstånd (VAM)                                        | 1990      | 1993                | Nätverk av svenska nazister                                                 |